# Leichtathletik-Weltmeisterschaften 1995/4 × 400 m der Männer
Die 4-mal-400-Meter-Staffel der Männer bei den Leichtathletik-Weltmeisterschaften 1995 wurde am 12. und 13. August 1995 im Göteborger Ullevi-Stadion ausgetragen.
Weltmeister wurden die Vereinigten Staaten in der Besetzung Marlon Ramsey, Derek Mills, Harry Reynolds (Finale) und Michael Johnson (Finale) sowie den im Vorlauf außerdem eingesetzten Kevin Lyles und Darnell Hall.
Den zweiten Platz belegte Jamaika mit Michael McDonald, Davian Clarke, Danny McFarlane und Gregory Haughton (Finale) sowie dem im Vorlauf außerdem eingesetzten Dennis Blake.
Bronze ging an Nigeria (Udeme Ekpeyong, Kunle Adejuyigbe, Jude Monye, Sunday Bada).
Auch die nur im Vorlauf eingesetzten Läufer erhielten entsprechendes Edelmetall.

## Bestehende Rekorde
| Weltrekord | 2:54,29 min | USA (Andrew Valmon, Quincy Watts, Harry Reynolds, Michael Johnson) | WM 1993 in Stuttgart, Deutschland | 22. August 1993 |
| WM-Rekord  | 2:54,29 min | USA (Andrew Valmon, Quincy Watts, Harry Reynolds, Michael Johnson) | WM 1993 in Stuttgart, Deutschland | 22. August 1993 |

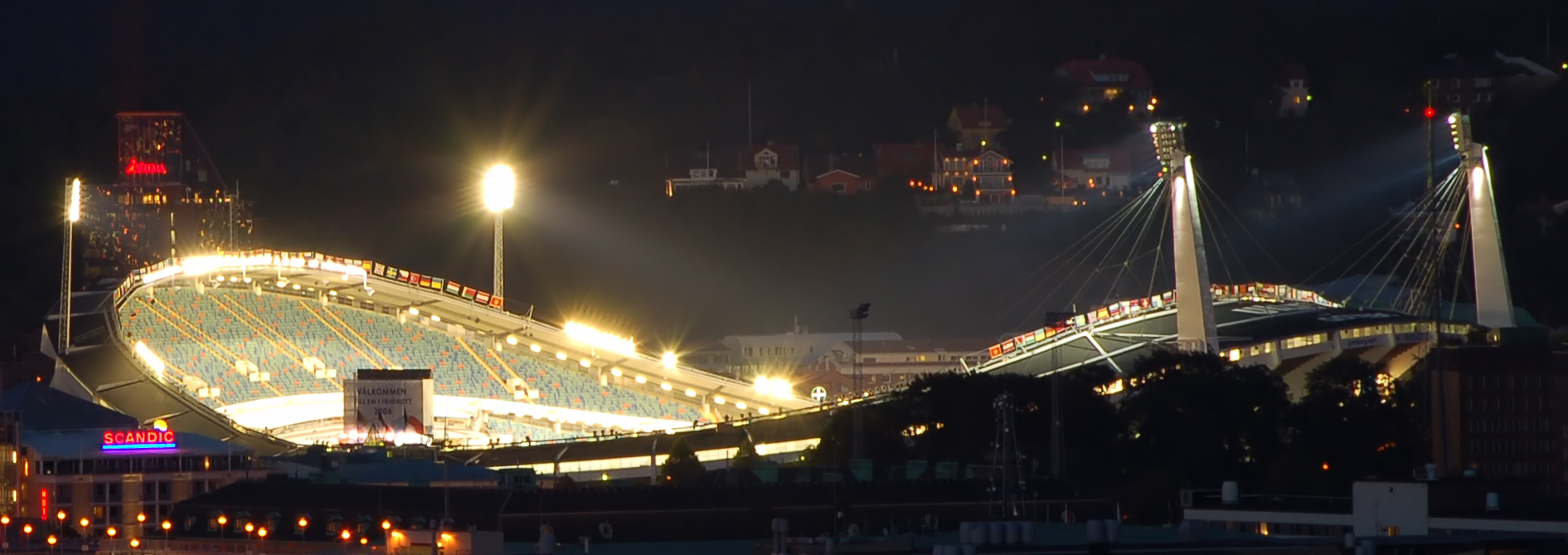
Das Göteborger Ullevi-Stadion im Jahr 2006

Der bestehende WM-Rekord wurde bei diesen Weltmeisterschaften nicht eingestellt und nicht verbessert.

## Vorrunde
Die Vorrunde wurde in drei Läufen durchgeführt. Die ersten beiden Staffeln pro Lauf – hellblau unterlegt – sowie die darüber hinaus zwei zeitschnellsten Teams – hellgrün unterlegt – qualifizierten sich für das Finale.

### Vorlauf 1
12. August 1995, 20:50 Uhr
| Platz | Staffel     | Besetzung                                                              | Zeit (min) |
| ----- | ----------- | ---------------------------------------------------------------------- | ---------- |
| 1     | USA         | Marlon Ramsey Derek Mills Kevin Lyles (Vorlauf) Darnell Hall (Vorlauf) | 2:58,23    |
| 2     | Jamaika     | Michael McDonald Davian Clarke Dennis Blake (Vorlauf) Danny McFarlane  | 2:58,29    |
| 3     | Deutschland | Uwe Jahn Karsten Just Kai Karsten Rico Lieder                          | 3:00,25    |
| 4     | Japan       | Shunji Karube Yoshihiko Saitō Kazuhiko Yamazaki Masayoshi Kan          | 3:01,46    |
| 5     | Italien     | Marco Vaccari Laurent Ottoz Alessandro Aimar Andrea Nuti               | 3:02,01    |
| 6     | Bahamas     | Troy McIntosh Dennis Darling Timothy Munnings Carl Oliver              | 3:02,85    |
| 7     | Mexiko      | Alejandro Cárdenas Juan Vallín Alberto Araújo Raymundo Escalant        | 3:07,22    |

### Vorlauf 2
12. August 1995, 21:04 Uhr
| Platz | Staffel       | Besetzung                                                                  | Zeit (min) |
| ----- | ------------- | -------------------------------------------------------------------------- | ---------- |
| 1     | Kenia         | Samson Kitur Abednego Matilu (Vorlauf) Julius Chepkwony Charles Gitonga    | 3:00,81    |
| 2     | Kuba          | Iván García (Vorlauf) Jorge Crusellas Omar Mena Norberto Téllez            | 3:01,82    |
| 3     | Australien    | Rohan Robinson Michael Joubert Mark Ladbrook Paul Greene                   | 3:03,07    |
| 4     | Schweiz       | Laurent Clerc Kevin Widmer Alain Rohr Mathias Rusterholz                   | 3:03,91    |
| 5     | Senegal       | Moustapha Diarra Ibrahima Wade Ibou Faye Hachim Ndiaye                     | 3:05,14    |
| 6     | Frankreich    | Jacques Farraudière Pierre-Marie Hilaire Marc Foucan Jean-Louis Rapnouil   | 3:09,46    |
| DNF   | Saudi-Arabien | Salah al-Nassri Mohammed al-Bishy Hashim al-Sharfa Hadi Soua’an al-Somaily |            |

### Vorlauf 3
12. August 1995, 21:14 Uhr
| Platz | Staffel             | Besetzung                                                             | Zeit (min) |
| ----- | ------------------- | --------------------------------------------------------------------- | ---------- |
| 1     | Nigeria             | Udeme Ekpeyong Jude Monye Kunle Adejuyigbe Sunday Bada                | 3:01,09    |
| 2     | Großbritannien      | David McKenzie Adrian Patrick Mark Hylton Mark Richardson (Vorlauf)   | 3:01,22    |
| 3     | Polen               | Piotr Rysiukiewicz Paweł Januszewski Robert Maćkowiak Tomasz Jedrusik | 3:01,38    |
| 4     | Südafrika           | Hermanus de Jager Arnaud Malherbe Riaan Dempers Bobang Phiri          | 3:01,51    |
| 5     | Simbabwe            | Arnold Payne Savieri Ngidhi Tawanda Chiwira Ken Harnden               | 3:04,86    |
| 6     | Neuseeland          | Callum Taylor Nick Cowan Mark Wilson Robert Hanna                     | 3:06,39    |
| DNS   | Trinidad und Tobago | Keine Benennung der Staffelbesetzung                                  |            |

## Finale
13. August 1995, 18:30 Uhr
| Platz | Staffel        | Besetzung | Zeit (min)                      |
| ----- | -------------- | --- | ------------------------------- |
| 1     | USA            | Marlon Ramsey Derek Mills Harry Reynolds (Finale) Michael Johnson (Finale) im Vorlauf außerdem: Kevin Lyles Darnell Hall | 2:57,32                         |
| 2     | Jamaika        | Michael McDonald Davian Clarke Danny McFarlane Gregory Haughton (Finale) im Vorlauf außerdem: Dennis Blake               | 2:59,88                         |
| 3     | Nigeria        | Udeme Ekpeyong Kunle Adejuyigbe Jude Monye Sunday Bada                                                                   | 3:03,18                         |
| 4     | Großbritannien | David McKenzie Mark Hylton Adrian Patrick Roger Black (Finale) im Vorlauf außerdem: Mark Richardson                      | 3:03,75                         |
| 5     | Polen          | Piotr Rysiukiewicz Paweł Januszewski Robert Maćkowiak Tomasz Jedrusik                                                    | 3:03,84                         |
| 6     | Kuba           | José Perez (Finale) Jorge Crusellas Omar Mena Norberto Téllez im Vorlauf außerdem: Iván García                           | 3:07,65                         |
| DSQ   | Deutschland    | Uwe Jahn Karsten Just Kai Karsten Rico Lieder                                                                            | IAAF Rule 163.3: Bahnübertreten |
| DNS   | Kenia          | Samson Kitur Julius Chepkwony Kennedy Ochieng (Finale) Charles Gitonga im Vorlauf außerdem: Abednego Matilu              |                                 |

## Video
- World Athletics Championships 1995 - 4x400m Mens Final auf youtube.com, abgerufen am 28. Mai 2020